# Westphalweg (metropolitana di Berlino)
La stazione di Westphalweg è una stazione della metropolitana di Berlino, sulla linea U6.
È posta sotto tutela monumentale (Denkmalschutz).

## Storia
Nel 2018 la stazione di Westphalweg, in considerazione della sua importanza storica e architettonica, venne posta sotto tutela monumentale (Denkmalschutz) insieme ad altre 12 stazioni rappresentative dell'architettura moderna dei decenni post-bellici.